# Natureza-morta

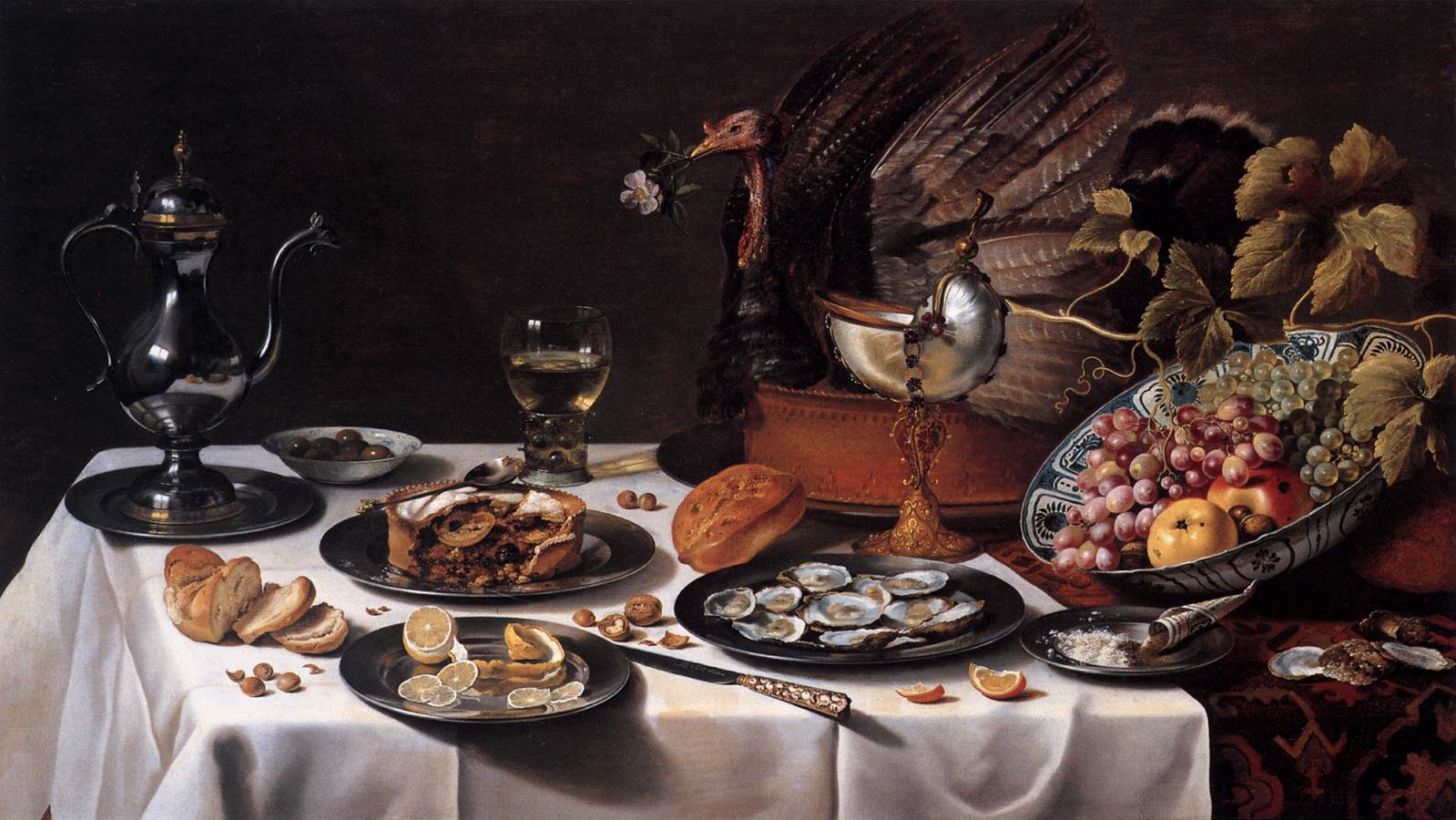
Natureza-morta (1627), de Pieter Claesz

Natureza-morta é um tipo de pintura e fotografia em que se representam seres ou objetos inanimados, como sendo frutas, louças, instrumentos musicais, flores, livros, taças de vidro, garrafas, jarras de metal, porcelanas, dentre outros objetos, e carcaças de animais.  As composições deste estilo reportam-se aos domínios da arte da pintura, do desenho e da fotografia.
Na arte contemporânea, é frequente o uso, ainda, doutros suportes para estas representações de objetos inanimados, como a escultura, instalação e a videoarte, como referências à história da arte.

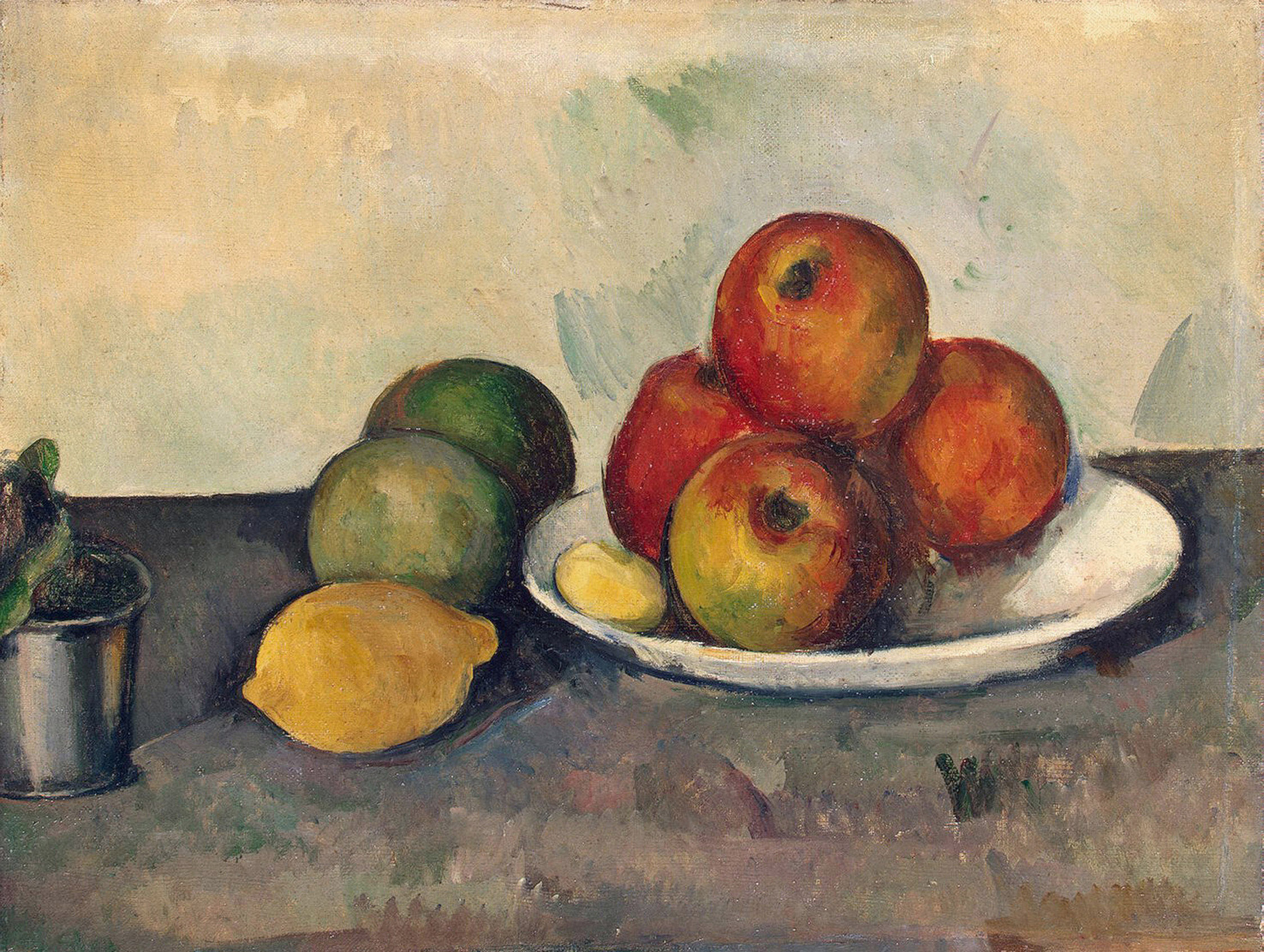
"Natureza-morta com maçãs" (1890), de Paul Cézanne. Óleo sobre tela, 35,2 x 46,2 centímetros. Museu Hermitage, em São Petersburgo.

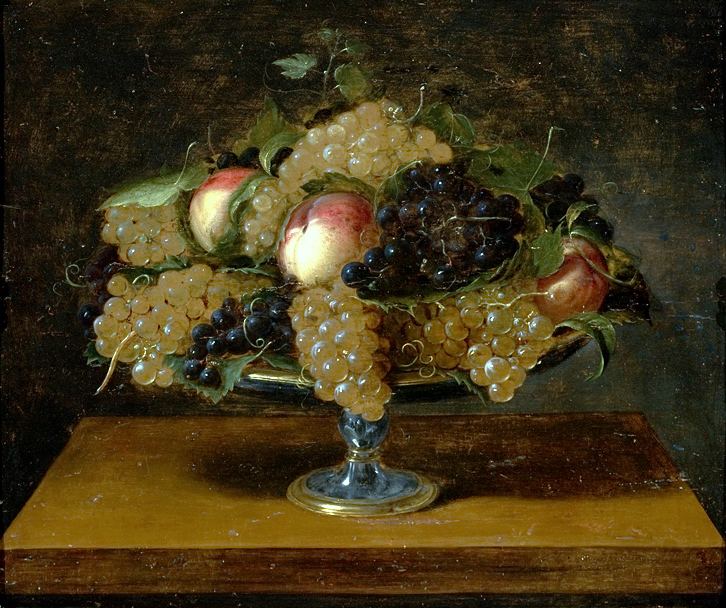
"Natureza-morta" (1620). Pintura de Panfilo Nuvolone. Museu de Arte de São Paulo, em São Paulo.

## História
As naturezas-mortas surgiram já na Grécia antiga, marcando presença na Antiguidade Clássica. A denominação natureza-morta, conforme o alemão Norbert Schneider, surgiu na Holanda no século XVII, nos inventários de obras de arte. A expressão competiu durante algum tempo com natureza imóvel e com representação de objetos imóveis no século XVIII.